# 塔爾努夫車站
塔爾努夫車站（波蘭語：Stacja Tarnów）是波蘭小波蘭省塔爾努夫的一座鐵路車站，啟用於1856年。現在的車站大樓建於1906年至1910年期間（當時屬奥匈帝国），由維也納的建築師E.鮑迪施（E.Baudisch）設計，早些時候，斯坦尼斯勞火車站（現為伊萬諾-弗蘭科夫斯克車站）是按照同樣的設計建造的。

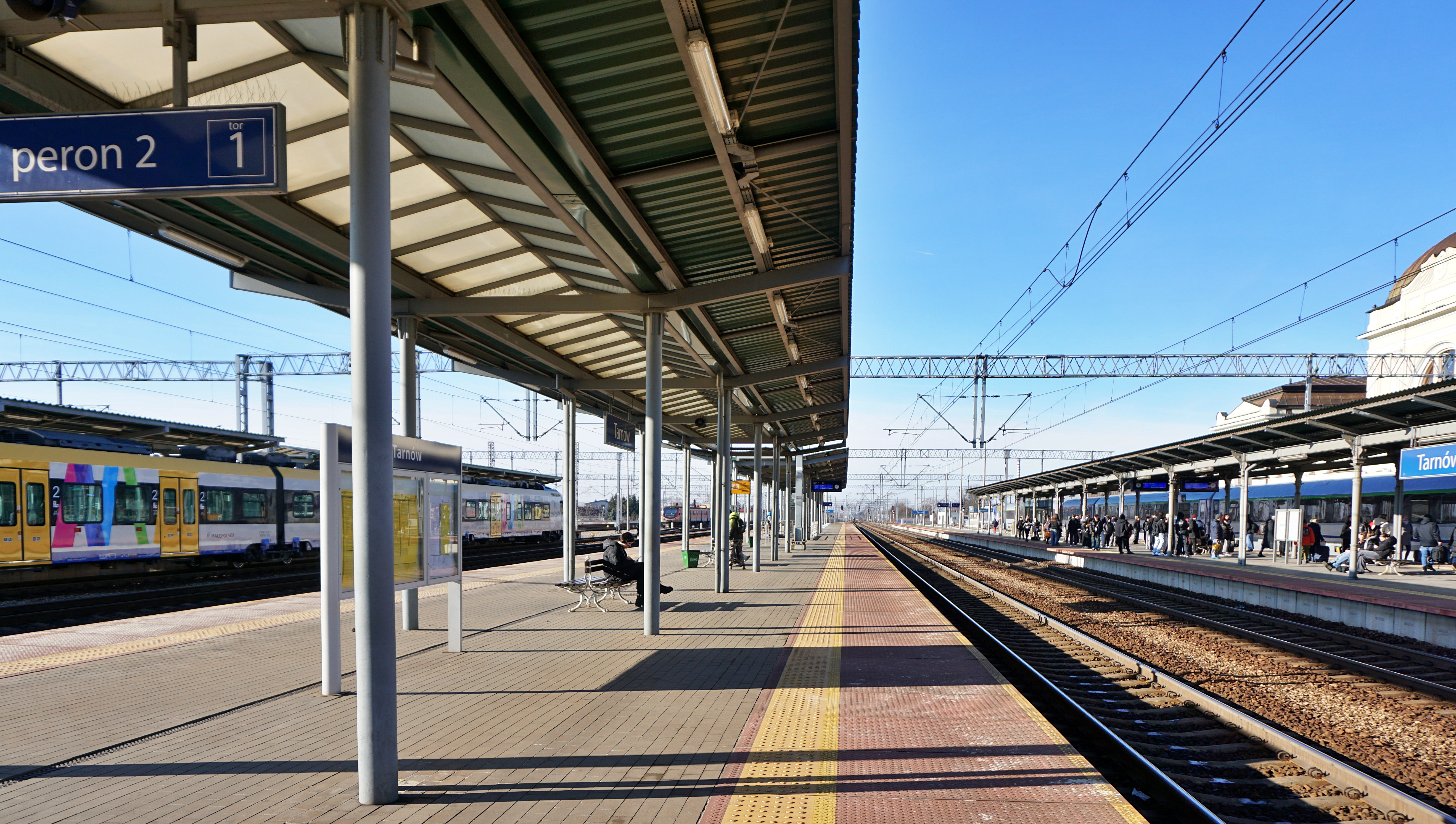
2号站台，克拉科夫方向
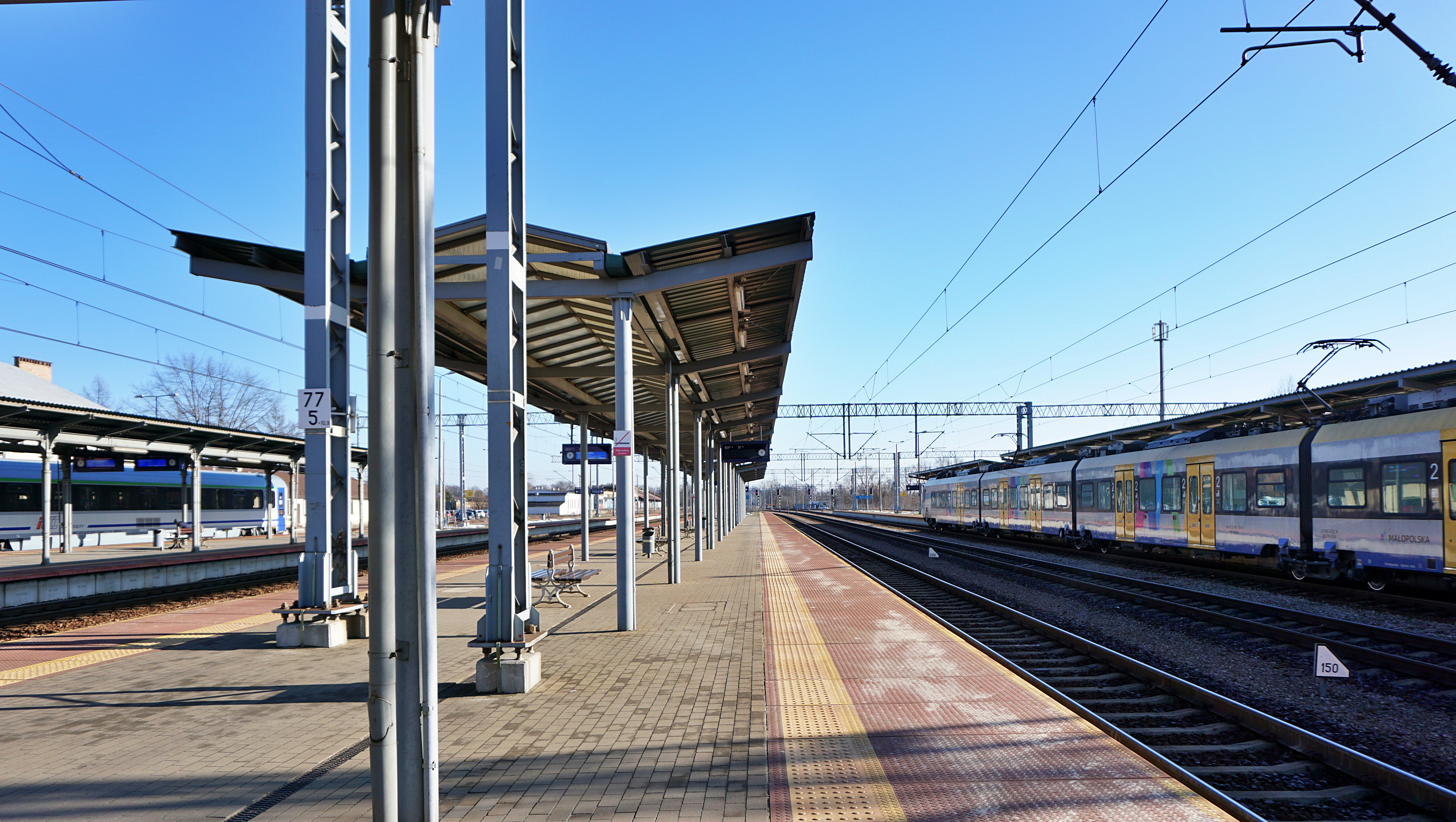
2 号站台，热舒夫方向